# جواو، أمير البرتغال (1451)
جواو، أمير البرتغال (29 يناير 1451 - 1451) هو أبن البكر لـ أفونسو الخامس ملك البرتغال وإيزابيلا من كويمبرا، أصبح وريثاً للعرش فور ولدته بحيث تم إزاحة عمها فرناندو ولكم لم يستمر هذا الوضع طويلا أنه توفي في نفس العام بذلك رجع عمه إلى الورثة مرة أخرى، ومع ذلك سيفقدها قربياً بعد ولادة الأميرة جوانا في عام 1452.